# Toney Douglas
Toney Douglas (* 16. März 1986 in Jonesboro, Georgia) ist ein US-amerikanischer Basketballspieler. Aktuell spielt er auf der Position des Point Guards in der Basketbol Süper Ligi für Anadolu Efes SK, nachdem er zuvor jahrelang in der NBA aktiv gewesen war.
Nach vier Jahren an der Florida State University meldete sich Toney Douglas für den NBA-Draft 2009 an. Er wurde von den Los Angeles Lakers in der ersten Runde an 29. Stelle ausgewählt und am selben Tag für einen Ausgleichsbetrag und einen Zweitrundendraftpick zu den New York Knicks transferiert. Im ersten Jahr spielte er in 56 Spielen durchschnittlich 19,4 Minuten und erzielte dabei 8,6 Punkte und 2 Assists. Im zweiten Jahr stand er in 81 Spielen durchschnittlich 24,3 Minuten auf dem Feld, erzielte 10,6 Punkte bei 3 Assists. Bis heute sind dies seine Karrierebestwerte. Im nächsten Jahr erhielt er deutlich weniger Spielzeit.
Am 11. Juli 2012 wechselte er zusammen mit Josh Harrellson, Jerome Jordan und zwei Zweitrundendraftpicks im Tausch gegen Marcus Camby zu den Houston Rockets. 
Am 20. Februar 2013 wurde er zusammen mit Cole Aldrich, Patrick Patterson und einem Ausgleichsbetrag zu den Sacramento Kings transferiert. Die Kings erhielten dafür Francisco García, Tyler Honeycutt und Thomas Robinson. 
Am 18. Juli 2013 wurde Douglas als Free Agent von den Golden State Warriors verpflichtet. Er erhielt einen Einjahresvertrag. Bei den Warriors konnte Douglas jedoch nicht wie erhofft überzeugen und wurde bereits im Januar 2014 via Trade zu den Miami Heat transferiert. Mit dem Titelverteidiger verlor Douglas jedoch die Play-off-Finalserie der NBA 2013/14 gegen die San Antonio Spurs. Zur folgenden Saison wechselte Douglas in die Chinese Basketball Association zu den Dragons aus Jiangsu. Im März 2015 unterschrieb er für den Rest der Saison bei den New Orleans Pelicans. 